# ایستگاه راه‌آهن ایر
ایستگاه راه‌آهن ایر (انگلیسی: Ayr railway station) یک ایستگاه راه‌آهن در ایر، اسکاتلند است.
این ایستگاه که در ۱۸۸۶ تأسیس شده جزئی از خط ساحل ایرشر و خط جنوب غربی گلاسکو است.